# Erzbistum Bukarest
Das Erzbistum Bukarest (lateinisch Archidioecesis Bucarestiensis, rumänisch Arhidieceza de București) ist ein Erzbistum der römisch-katholischen Kirche in Rumänien mit Sitz in Bukarest.

## Geschichte
Es entstand aus dem Apostolischen Vikariat der Walachei das Papst Leo XIII. am 27. April 1883 zum Erzbistum erhob. Am 5. Juni 1930 wurde der Erzbischof von Bukarest, infolge der Unterzeichnung des Konkordates zwischen dem rumänischen Staat und dem Heiligen Stuhl, zum Primas von Rumänien erhoben.
Die älteste erhaltene Kirche im Erzbistum Bukarest ist die Franziskanerkirche (Câmpulung), aus dem 13. Jahrhundert. Diese geht auf siebenbürgisch-sächsische Kolonisten zurück.

## Erzbischöfe
- 1883–1885 Ignatius Paoli CP
- 1885–1892 Paolo Giuseppe Palma CP
  - 1890–1893 Costantino Costa CP Apostolischer Administrator
  - 1893–1894 Sedisvakanz – Generalvikar Basilius Laureri CP
- 1894–1895 Johann Joseph Friedrich Otto Zardetti
  - 1895–1896 Dominique Jaquet, Bischof von Jassy, Administrator
- 1896–1905 Joseph-Xavier Hornstein
- 1905–1924 Raymund Netzhammer OSB
- 1924–1948 Alexandru Theodor Cisar
  - 1948–1949 Anton Durcovici, Bischof von Jassy, Administrator
- 1949–1950 Joseph Schubert
  - 1950–1962 Stanislaus Iovanelli, Domherr, Kapitularvikar
  - 1962–1983 Francisc Augustin, Ordinarius substitutus
  - 1984–1990 Ioan Robu, Apostolischer Administrator
- 1990–2019 Ioan Robu
- seit 2020 Aurel Percă

## Weihbischöfe
- seit 2003 Cornel Damian, Titularbischof von Iziriana